# Nabucodonosor I
Nabucodonosor I - també escrit Nabuconodosor, Nabukudirriusur o Nabushadrezzar fou rei de la II dinastia d'Isin a Babilònia vers el 1125-1103 aC. Va succeir a Ninurtanadinshumi.
Al quart any de regnat va fer una expedició a la frontera assíria i va atacar la fortalesa de Zanku, però segurament fou rebutjat. Vers el 1110 aC va derrotar el darrer rei de la dinastia sutrúquida d'Elam, Hutelutush-Inshushinak, que va haver d'abandonar Susa, que fou ocupada temporalment per Nabucodonosor I, i es va haver de refugiar a Anxan. Amb aquesta victòria Nabucodonosor va recuperar l'estàtua de Marduk i el codi d'Hammurabi, que les havia robat anys abans el rei dels elamites Shutruk-Nahhunte.
Els babilonis es van retirar i van deixar al poder a Silhinahamru-Lagamar, germà del rei elamita. Aquesta derrota va fer entrar a Elam en decadència. Per la mateixa època els assiris van fer diversos atacs a Babilònia, i en general foren victoriosos. Va morir el 1103 aC i el va succeir el seu fill Enlilnadinapli.
El 1114 aC Teglatfalassar I, fill de Ashurreshishi I, va pujar al tro assiri. Nabucodonosor I ja havia intentar envair Assíria durant el govern de l'anterior rei però no havia pogut. Ho va intentar de nou durant el nou govern, fracassant la majoria de les vegades. En canvi, els contraatacs assiris van tenir efecte i el regne de Babilònia va veure molt amenaçades les seves fronteres i dominis. La contraofensiva de Teglatfalassar I va ser tant forta que la meitat nord del regne havia quedat sota el poder d'Assiria i, potser, va arribar a prendre part de la ciutat de Babilònia o assetjar-la durant un temps.

## Problemes amb la cronologia
Com temps abans i molt temps després, els regnats començaven i acabaven amb la deposició, abdicació o mort del predecessor (que generalment era el pare, germà o algun tipus de familiar del successor, a menys que provingués d'una altra dinastia). No se sap amb absoluta certesa si Ninurtanadinshumi era el seu pare i si Enlilnadinapli el seu fill, però se suposa que si ho son per pertànyer a la mateixa dinastia.
El seu govern va començar el 1125 aC/1124 aC, quan va finalitzar la del seu predecessor i potser pare Ninurtanadinshumi el 1126 aC. És per això que és possible que Nabucodonosor I comences a regnar aquell mateix any, potser cap al final o que el seu predecessor dures fins al principi de 1125 aC. És per això que la data de 1124 aC és poc probable que comences el seu regnat.
El seu regnat va acabar el 1104 aC/1103 aC. La segona data coincideix amb una derrota que va sofrir davant els assiris, raó per la qual és més factible que la data precisa sigui la del 1103 aC i no 1104 aC. A més, si no fos així, el seu predecessor va començar el 1103 aC no encaixaria amb el final d'aquest. És possible que morís en aquella batalla i el succeís el seu suposat fill Enlilnadinapli.

## Obres
Va ampliar els dominis de Babilònia a l'esquerra del riu Tigris, va guerrejar contra Assíria i va intentar forjar de nou l'imperialisme babilònic, que tot i no aconseguir-ho del tot, va fixar-ne les bases. Per això es considera sovint a Nabucodonosor I com el començament de l'Imperi neobabilònc.
Va rescatar de Susa (capital d'Elam) l'estatua del deu Marduk i el Codi d'Hammurabi que havien set sostrets i portats a Elam pel rei Shutruk-Nahhunte.
També va començar la millora de Babilònia que acabaria Nabucodonosor II. Fou així que la ciutat s'acabaria convertint en una de les meravelles del regne antic.